# Großer Falkenstein

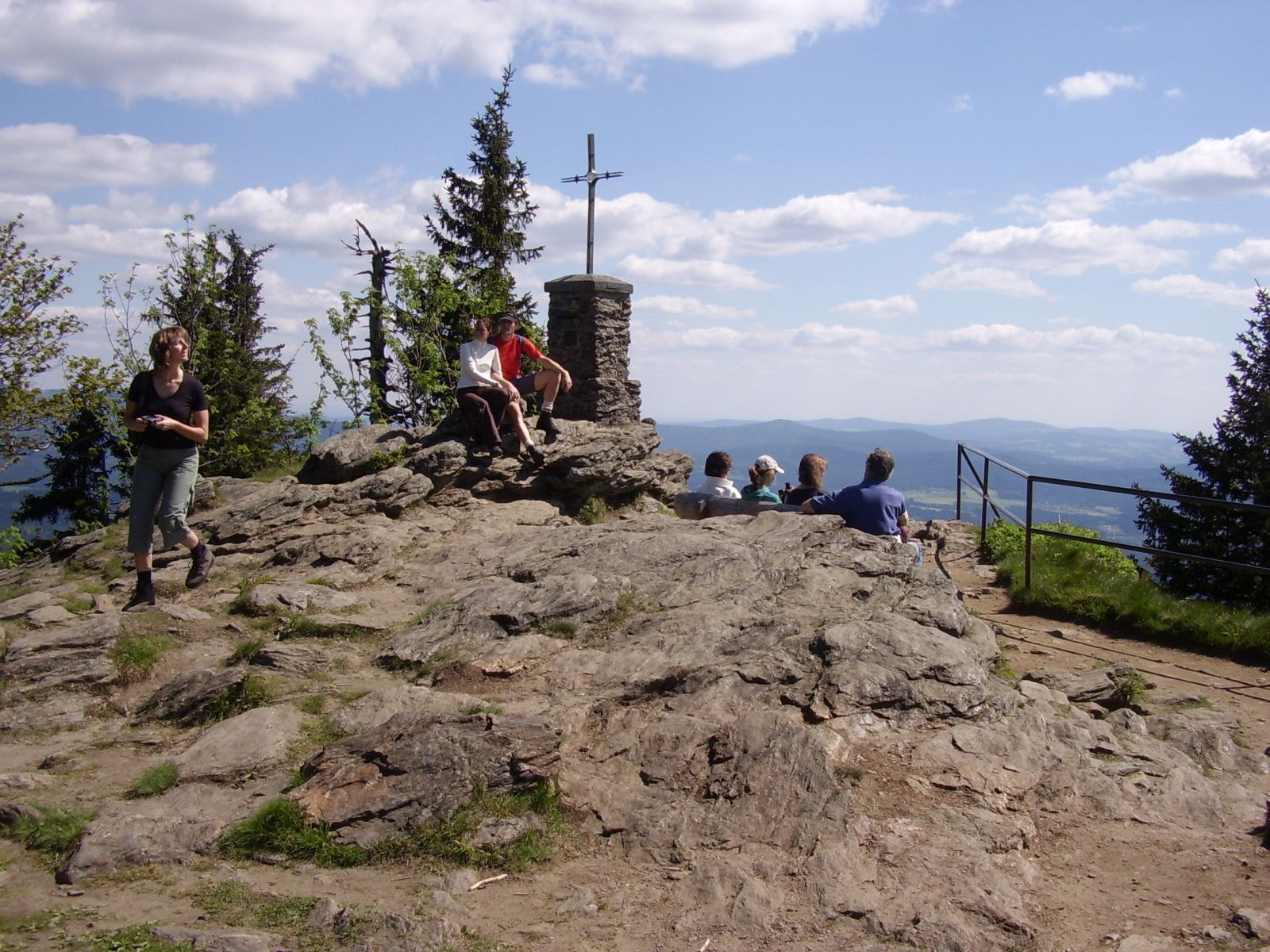
Vrchol hory Großer Falkenstein

Großer Falkenstein (česky Sokolí kámen) je šumavská hora ležící asi 3 km od česko-německé hranice v Národním parku Bavorský les, respektive v jeho později vyhlášené západní části (vyhlášeno 1997).
Jde o rulový masiv, z jehož obou vrcholů se naskýtá půlkruhový výhled do údolí Řezné, na vrcholy Roklanu i na Velký Javor. Na hoře se nachází chata s možností ubytování (využití při vícedenních túrách) a kaple. Vrcholová skála je ozdobena křížem, jehož skleněné jádro je dokladem zdejší sklářské tradice.
Dva kilometry od vrcholu se nachází rokle Höllbachgspreng se zajímavou přírodní vegetací a vodopády. Další kaskády se nachází na severozápadním úbočí – Steinbachfalle. V oblasti Falkensteinu se nachází také mnoho lad (schachten). V lednu 2007 bylo okolí hory silně postiženo orkánem Kyrill. Podél turistické cesty je několik informačních tabulí, informujících o působení kalamit na les a jeho přirozeném vývoji.

## Umrlčí prkna
Okolo kaple na hoře Großer Falkenstein se nachází několik umrlčích prken, která sloužila k uložení zemřelého v období tuhých zim, kdy nebylo možné tělo pohřbít. Na jaře po pohřbu byla označena řezbami a nacionály zemřelého, měla symbolický a ochranný význam pro pozůstalé.

## Kleiner Falkenstein
Kleiner Falkenstein je vedlejší vrchol, měří 1190 m a nachází se 750 metrů severozápadně od hlavního vrcholu. Vrcholová skála poskytuje pěkné výhledy.